# Майнити (премия)
Кинопремия «Майнити» (яп. 毎日映画コンクール) — ежегодная японская кинопремия, спонсируемая газетой «Майнити симбун». Существует с 1935 года, однако сначала называлась «Национальная японская кинопремия». С 1947 года премия спонсируется газетой «Майнити симбун», в честь которой и называется.

## Номинации
- Лучший японский фильм
- Лучший иностранный фильм
- Лучшая мужская роль
- Лучшая женская роль
- Лучшая мужская роль второго плана
- Лучшая женская роль второго плана
- Лучший молодой актёр
- Лучшая режиссура
- Лучший сценарий
- Лучшая операторская работа
- Лучшая музыка к фильму
- Лучший монтаж
- Лучшая работа звукорежиссёра
- Лучшая работа художника
- Лучший анимационный фильм
- Приз имени Нобуро Офудзи
- Лучший документальный фильм
- Специальный приз